# اسلحه مرگبار ۲
اسلحه مرگبار ۲ (به انگلیسی: Lethal Weapon 2) یک فیلم کمدی-اکشن و پلیس رفیق آمریکایی محصول سال ۱۹۸۹ به کارگردانی ریچارد دانر با بازی مل گیبسون، دنی گلاور، جو پشی، جاس آکلند، دریک اوکانر و پتسی کنسیت است. این فیلم دنباله‌ای بر فیلم اسلحه مرگبار محصول ۱۹۸۷ و دومین قسمت از سری فیلم‌های اسلحه مرگبار محسوب می‌شود. قسمت سوم اسلحه مرگبار ۳ در سال ۱۹۹۲ و اسلحه مرگبار ۴ (۱۹۹۸) منتشر شد.
گیبسون و گلاور به ترتیب نقش خود را به عنوان افسران پلیس، مارتین ریگز و راجر مورتاگ، که از یک شاهد فدرال تحریک‌کننده (پسی) محافظت می‌کنند، بازی می‌کنند، در حالی که با باندی از فروشندگان مواد مخدر آفریقای جنوبی که پشت مصونیت دیپلماتیک پنهان شده‌اند، مقابله می‌کنند. این فیلم نامزد جایزه اسکار بهترین تدوین صدا (برای رابرت جی هندرسون) شد. این فیلم اکثراً نقدهای مثبتی دریافت کرد و بیش از ۲۲۷ میلیون دلار در سراسر جهان کسب کرد.

## بازیگران و نقش‌ها
- مل گیبسون در نقش گروهبان مارتین ریگز
- دنی گلاور در نقش گروهبان راجر مرتاف
- جو پشی در نقش لیو گتس
- جاس آکلند در نقش رئیس کنسولگری آفریقای جنوبی
- پتسی کنسیت در نقش منشی کنسولگری
- دارلین لاو در نقش تریش مرتاف
- استیو کاهان در نقش کاپیتان ادی مورفی
- ماری الن ترینور در نقش روان‌شناس پلیس

## گیشه
اسلحه مرگبار ۲ سومین فیلم موفق سال ۱۹۸۹ در آمریکای شمالی (پس از بتمن و ایندیانا جونز و آخرین جنگ صلیبی) بود که نزدیک به ۱۵۰ میلیون دلار در ایالات متحده و ۸۰٫۶ میلیون دلار در خارج از کشور به دست آورد.

## بازخوردها
بر اساس ۴۵ بررسی در راتن تومیتوز دارای ۸۲ درصد تاییدیه و میانگین امتیاز ۷ از ۱۰ است. در متاکریتیک، میانگین وزنی فیلم بر اساس ۲۱ منتقد، ۷۰ از ۱۰۰ است که نشان‌دهنده «بررسی‌های عموماً مطلوب» است. تماشاگران در نظرسنجی سینماسکور به فیلم نمره متوسط کمیاب "A+" در مقیاس A+ تا F دادند.